# Dirección de Publicaciones e Impresos
La Dirección de Publicaciones e Impresos es la editorial del Ministerio de Cultura de El Salvador. 
Fue fundada en 1953 como Departamento Editorial del Ministerio de Cultura, a instancias de Ricardo Trigueros de León, su primer director, quien estuvo al frente de la casa editorial hasta su muerte, en 1965. Su primer editor fue el poeta y narrador Hugo Lindo. Al desaparecer el Ministerio de Cultura en varias ocasiones, fue parte del Ministerio de Educación bajo el nombre de Dirección General de Publicaciones y bajo su nombre actual. De 1993 a 2009 formó parte del Consejo Nacional para la Cultura y el Arte (CONCULTURA), fundado en 1991 y sustituido de 2009 a 2018 por la Secretaría de Cultura, la cual, a su vez, fue reemplazada en ese último año por el nuevo Ministerio de Cultura. Esta casa editorial publica la revista Cultura, fundada en 1955 bajo la dirección del periodista Manuel Andino.
Entre sus principales colecciones de libros están:
1. Biblioteca Básica de Literatura Salvadoreña: consta de 30 volúmenes, y que incluye obras de los más destacados escritores salvadoreños en novela, cuento, poesía y ensayo.
2. Colección Orígenes: en ella se publican obras completas, compilaciones y obras escogidas de los más sobresalientes escritores salvadoreños como Salarrué, Claudia Lars, Hugo Lindo, Roque Dalton, Ricardo Lindo, entre otros.
3. Biblioteca de Historia Salvadoreña: en esta colección se ha publicados libros de historiadores salvadoreños y de extranjeros que han investigado el proceso histórico del país desde la época colonial hasta los años previos a la guerra civil (1980-1992). Tiene pendiente esta colección publicar estudios sobre el proceso de la guerra civil y el periodo posterior a los Acuerdos de Paz.
Otras colecciones que publica esta casa editorial son de Poesía, Nueva Palabra, Antropología, Caballito de Mar, Música y libros infantiles. 